# غنت-وفلجم 2010
غنت-وفلجم 2010 هو أحد سباقات طواف العالم للدراجات 2010 أقيم بتاريخ 28 مارس، تكون السباق من مرحلة واحدة وامتدّ لمسافة 219 كم بسرعة 41.536 كم/س، استغرق السباق 5 ساعة 16 دقيقة 21 ثانية. فاز به النمساوي برنارد إيسل.

## وصلات خارجية
- غنت-وفلجم 2010 على موقع إحصائيات الدراجات الإحترافية (الإنجليزية)

1. ↑  "معلومات عن غنت-وفلجم 2010 على موقع cyclingarchives.com". cyclingarchives.com. مؤرشف من الأصل في 2017-12-04.
2. ↑  "معلومات عن غنت-وفلجم 2010 على موقع babelnet.org". babelnet.org. مؤرشف من الأصل في 2019-12-11.
3. ↑  "معلومات عن غنت-وفلجم 2010 على موقع procyclingstats.com". procyclingstats.com. مؤرشف من الأصل في 2017-09-10.

| م                     | الدرّاج       | البلد  | الزمن                    |
| --------------------- | ------------ | ------ | ------------------------ |
| الفائز بالترتيب العام | برنارد إيسل  | النمسا | 5 ساعة 16 دقيقة 21 ثانية |
| الثاني                | سيب فانمارك  | بلجيكا |                          |
| الثالث                | فيليب جيلبير | بلجيكا |                          |